# 議院運営委員会
議院運営委員会（ぎいんうんえいいいんかい）は、日本の国会法に規定された常任委員会のひとつであり、衆議院、参議院それぞれに設置される。略称は議運（ぎうん）。
国会における枢要な委員会であり、法案の審議を各委員会に振り分けるいわば国会のコントロールルームの役割を果たしている。その重要性に鑑み、議院運営委員長は概ね閣僚クラスの人材を充てる慣行になっている。
委員は、各会派の所属議員数の比率により、選任される。委員会理事や委員には各党の国会対策委員会の幹部（副委員長・委員）が多く含まれる（ただし参議院では10人未満の院内会派には割振りがされない）。

## 概要

### 所管事項
議院規則上の所管事項は次の通り（衆議院規則第92条、参議院規則第74条）。
- 議院の運営に関する事項
  - 本会議の日程、議題、発言者、時間、採決方法など本会議の運営に関する協議を行う。
  - 委員会や調査会の設置
- 国会法及び議院の法規・諸規則に関する事項
- 議長の諮問に関する事項
- 裁判官弾劾裁判所及び裁判官訴追委員会に関する事項
- 国立国会図書館に関する事項（図書館運営小委員会を置く）[1]

このほか、議員の逮捕許諾請求の審査、本会議・委員会のテレビ放送・インターネット中継、議員にかかわる庶務（議員会館・議員宿舎の部屋割り）などについても所掌する。

慣例として国会開会中の議員の外遊には本委員会で許可、ないしは理事会の了承を得ることになっているため、行き先を秘匿した電撃訪問は基本的には出来ない。2023年（令和5年）の第211通常国会会期中に第101代内閣総理大臣岸田文雄がウクライナを電撃訪問したが、岸田が総裁を務める自由民主党は、「ガーシーこと東谷義和を除名した理由と整合しない」という野党の指摘を受け、「内閣総理大臣および国務大臣に限り、国会および本委員会に事前に報告ができない場合は、事後に衆参両院の本会議で報告のための発言とそれに対する代表質問を行うことで許される」という新たな見解を示し、今後は閣僚限定という条件付きながら外国電撃訪問を認めていく方針に転換した。

また、閣僚以外の国会議員が本委員会の許可を得ずに外遊や外国への滞在を強行した場合は、懲罰の対象になる。過去にはアントニオ猪木が北朝鮮への訪問強行を理由に登院停止の懲罰を受けた他、2023年には東谷が当選後1度も召集に応じずアラブ首長国連邦に滞在し続けたとして参議院から除名されるにまで至っている。

2008年（平成20年）3月からは、国会同意人事の中で特に重要な人事案件について、候補者から直接所信を聴取することになったが、これについても所掌する。
また、衆議院議院運営委員会は憲政記念館の運営についても所掌する。

### 権限
- 議院の運営に関する事項

議院運営委員会は国会法に定められた常任委員会であり、議院の運営に関する事項を所掌している。議長は議事の順序その他必要と認める事項について議院運営委員長及び議院運営委員会が選任する議事協議員と協議し、また、議事協議会の主宰を議院運営委員長に委任することができる（国会法第55条の2）。議院運営委員長は、特に緊急の必要があるときは、会期中、原則として何時でも委員会を開くことができる（衆議院規則第67条の2、参議院規則第74条の5）。衆議院本会議の議事進行係も委員の一人が務める。
- 参事その他の職員の人事承認権（国会法第27条第2項、国会法第131条第5項）

事務総長は議長の同意及び議院運営委員会の承認を得て参事その他各院の職員を任免する。また、衆参各院の法制局長は議長の同意及び議院運営委員会の承認を得て参事その他各院の法制局の職員を任免する。
- 委員選任後の会派割当数変更手続（国会法第46条第2項）

常任委員会と特別委員会の委員及び参議院の調査会の委員の各会派の割当てにつき、その選任後に各会派の所属議員数に異動があったため、委員の各会派割当数を変更する必要があるときは、議長は議院運営委員会の議を経て委員を変更することができる。
- 趣旨の説明聴取（国会法第56条の2）

各議院に発議又は提出された議案につき、特にその必要を認めた場合は、議院の会議において、その議案の趣旨の説明を聴取することができる。

### 委員会での手続
会議は議長の諮問によって本委員会へ付託された法律案の審議を行う場合以外は原則として議長応接室で開催され、委員のほか、議長、副議長、事務総長が陪席する（議長と副議長は別席が設けられている）。また、委員会において意見聴取のために招請した議員や委員会において発言のため特に出席が認められた議員も出席する（ただし、これらの者が発言するには委員長許可が必要）。
慣例では議院運営委員会において議事日程をとりまとめ、それに従って議長は議事運営を行う。また議院運営委員会における審議は他の委員会同様、委員同士の問答はほとんど行われず、各会派の代表が自会派の主張を述べた後に採決が行われるという流れが通例である。議事日程作成についての各会派間の実質的な交渉は理事会や国会対策委員長会談などにおいて行われ、議院運営委員会での審議はその結果を追認する形となる。ただし、本会議中に予めとりきめた流れと異なる事態が発生した場合は、議運理事が議場内で寄り集まって協議し、その結論にしたがって議長が議事運営を行う。

### 各派協議会
衆議院議員総選挙後は衆議院の議運がまだ構成されておらず、正副議長も欠けているため、衆議院事務総長が各会派の代表を集めて各派協議会を開き、通常議運が取り扱う事項について協議する。議長選出後にまだ議運が構成されていない場合は、議長が各派協議会を招集し、通常議運が取り扱う事項について諮問する。

### 委員長
55年体制時、衆院議院運営委員長は退任後、大半が次回組閣時に入閣している。委員長が問題なく1年務めた場合、退任時に与野党問わず理事全員の連名で入閣の推薦状を作成し総理大臣に提出する慣例が存在した。今日では閣僚経験者が就任するのが一般的であり、予算委員長と並んで概ね閣僚級の重要ポストとみなされている。

### 特例など
議院運営委員会の審議は通常、テレビ・ラジオ・インターネット等による国会中継の対象外であるが、議長の諮問に関する事項で特に重要な議案や、国会同意人事のうち日本銀行正副総裁候補者の所信を聴取する場合など、特例として中継が入ることがある。
2017年（平成29年）6月1日に行われた、上皇明仁の退位特例法案を審議するための衆議院議院運営委員会は、NHK G・R1で全国放送され、現在も衆議院インターネット中継のサイトでライブラリとして公開されている。

1970年代までは、外交や内政の重大案件のために議院運営委員会で内閣総理大臣に対する質疑が行われることも珍しくなかった。1960年（昭和35年）、内閣総理大臣岸信介が安保闘争デモが激化する中で国会周辺のデモを警察権で規制することの是非について答弁した。1971年（昭和46年）10月には佐藤栄作が日米繊維交渉の経過を報告した。また1975年（昭和50年）10月には三木武夫が建設大臣仮谷忠男の自民党青森県連の会合での「国会答弁のようないいかげんなことは言わない」発言を陳謝したことなど、多くの実例がある。しかしその後は、国政全般に渡る質疑は予算委員会や国家基本政策委員会（党首討論）で扱われるケースが増え、議院運営委員会での同種の質疑は、半世紀近く途絶えた。

先述の三木の事例から45年経過した2020年（令和2年）4月7日、内閣総理大臣安倍晋三が同年3月の新型インフルエンザ等対策特別措置法改正時の附帯決議に明記されていた「緊急事態宣言発令に際しての国会への事前報告」を行うため議院運営委員会での発言を通告した。この通告に野党からも立憲民主党代表枝野幸男、国民民主党代表玉木雄一郎、日本維新の会総務会長東徹、日本共産党書記局長小池晃ら党首・党三役クラスが質疑通告し議場に立った。これに伴いテレビ・ラジオ・ネットでも国会中継が入った。

## 委員
議院運営委員会の員数は衆議院・参議院共に25人である（衆議院規則第92条・参議院規則第74条）。委員長1名、理事数名が選出または指名される（参議院規則第16条及び31条）。
| 役職           | 氏名         | 所属会派                 |
| -------------- | ------------ | ------------------------ |
| 議院運営委員長 | 浜田靖一     | 自由民主党               |
| 理事           | 井出庸生     | 自由民主党               |
| 理事           | 井野俊郎     | 自由民主党               |
| 理事           | 田野瀬太道   | 自由民主党               |
| 理事           | 村井英樹     | 自由民主党               |
| 理事           | 青柳陽一郎   | 立憲民主党・無所属       |
| 理事           | 道下大樹     | 立憲民主党・無所属       |
| 理事           | 吉田はるみ   | 立憲民主党・無所属       |
| 理事           | 中司宏       | 日本維新の会             |
| 理事           | 村岡敏英     | 国民民主党               |
| 委員           | 上田英俊     | 自由民主党               |
| 委員           | 鈴木隼人     | 自由民主党               |
| 委員           | 高木啓       | 自由民主党               |
| 委員           | 深沢陽一     | 自由民主党               |
| 委員           | 三谷英弘     | 自由民主党               |
| 委員           | 森下千里     | 自由民主党               |
| 委員           | 五十嵐えり   | 立憲民主党・無所属       |
| 委員           | 伊藤俊輔     | 立憲民主党・無所属       |
| 委員           | 高松智之     | 立憲民主党・無所属       |
| 委員           | 長友よしひろ | 立憲民主党・無所属       |
| 委員           | 金村龍那     | 日本維新の会             |
| 委員           | 臼木秀剛     | 国民民主党・無所属クラブ |
| 委員           | 吉田宣弘     | 公明党                   |
| 委員           | 山川仁       | れいわ新選組             |
| 委員           | 塩川鉄也     | 日本共産党               |

| 役職           | 氏名       | 所属会派               |
| -------------- | ---------- | ---------------------- |
| 議院運営委員長 | 牧野京夫   | 自由民主党             |
| 理事           | 小鑓隆史   | 自由民主党             |
| 理事           | 馬場成志   | 自由民主党             |
| 理事           | 星北斗     | 自由民主党             |
| 理事           | 石橋通宏   | 立憲民主・社民・無所属 |
| 理事           | 熊谷裕人   | 立憲民主・社民・無所属 |
| 理事           | 伊藤孝江   | 公明党                 |
| 理事           | 髙木佳保里 | 日本維新の会           |
| 理事           | 浜野喜史   | 国民民主党・新緑風会   |
| 理事           | 岩渕友     | 日本共産党             |
| 委員           | 梶原大介   | 自由民主党             |
| 委員           | 神谷政幸   | 自由民主党             |
| 委員           | 清水真人   | 自由民主党             |
| 委員           | 白坂亜紀   | 自由民主党             |
| 委員           | 田中昌史   | 自由民主党             |
| 委員           | 藤井一博   | 自由民主党             |
| 委員           | 山本啓介   | 自由民主党             |
| 委員           | 若林洋平   | 自由民主党             |
| 委員           | 渡辺猛之   | 自由民主党             |
| 委員           | 三上絵里   | 立憲民主・社民・無所属 |
| 委員           | 森本真治   | 立憲民主・社民・無所属 |
| 委員           | 横沢高徳   | 立憲民主・社民・無所属 |
| 委員           | 髙橋次郎   | 公明党                 |
| 委員           | 安江伸夫   | 公明党                 |
| 委員           | 青島健太   | 日本維新の会           |

## 歴代の議院運営委員長
- （指）は議長による指名、（当）は投票による当選。この場合の議長には、議長の職務を行う副議長を含む。
- （満）は議員任期満了による退任、（議）は議員辞職による自然退任、（辞）は委員長職辞任、（散）は衆議院解散による失職、（法）は国会法又は議院規則改正による自然退任
- （官）は大臣等の行政官への就任に伴う委員長職の自然喪失。
- 参議院における半数改選時の慣例的委員長辞任については、同院議長・副議長と異なり記録上辞任の理由が明確でないため、区別しない。

| 衆議院議院運営委員長 | 衆議院議院運営委員長 | 衆議院議院運営委員長                        | 衆議院議院運営委員長 |
| -------------------- | -------------------- | ------------------------------------------- | -------------------- |
| 1                    | 淺沼稻次郎           | 1947年6月3日（指） - 1948年10月10日（法）   | 日本社会党           |
| 2                    | 淺沼稻次郎           | 1948年10月11日（指） - 1948年10月23日（辞） | 日本社会党           |
| 3                    | 山口喜久一郎         | 1948年10月23日（指） - 1948年12月23日（散） | 日本民主党           |
| 4                    | 大村清一             | 1949年2月19日（指） - 1950年7月27日（辞）   | 自由党               |
| 5                    | 小澤佐重喜           | 1950年7月27日（指） - 1951年12月12日（辞）  | 自由党               |
| 6                    | 石田博英             | 1951年12月12日（指） - 1952年8月28日（散）  | 自由党               |
| 7                    | 福永健司             | 1952年10月25日（指） - 1953年3月14日（散）  | 自由党               |
| 8                    | 菅家喜六             | 1953年5月22日（指） - 1955年1月24日（散）   | 自由党               |
| 9                    | 中村梅吉             | 1955年3月22日（指） - 1955年11月9日（辞）   | 日本民主党           |
| 10                   | 椎熊三郎             | 1955年11月22日（指） - 1957年1月31日（辞）  | 自由民主党           |
| 11                   | 保利茂               | 1957年1月31日（指） - 1957年12月20日（辞）  | 自由民主党           |
| 12                   | 山村新治郎           | 1957年12月20日（指） - 1958年4月25日（散）  | 自由民主党           |
| 13                   | 江﨑真澄             | 1958年6月12日（当） - 1959年6月30日（辞）   | 自由民主党           |
| 14                   | 荒舩清十郎           | 1959年6月30日（指） - 1960年7月22日（辞）   | 自由民主党           |
| 15                   | 周東英雄             | 1960年7月22日（指） - 1960年10月13日（辞）  | 自由民主党           |
| 16                   | 福永健司             | 1960年10月17日（指） - 1960年10月24日（散） | 自由民主党           |
| 17                   | 小平久雄             | 1960年12月9日（指） - 1961年7月18日（辞）   | 自由民主党           |
| 18                   | 福田一               | 1961年9月25日（指） - 1962年7月18日（辞）   | 自由民主党           |
| 19                   | 佐々木秀世           | 1962年8月4日（指） - 1963年10月17日（辞）   | 自由民主党           |
| 20                   | 福永健司             | 1963年10月17日（指） - 1963年10月23日（散） | 自由民主党           |
| 21                   | 福永健司             | 1963年12月7日（指） - 1964年12月24日（辞）  | 自由民主党           |
| 22                   | 坪川信三             | 1964年12月24日（指） - 1966年1月26日（辞）  | 自由民主党           |
| 23                   | 塚原俊郎             | 1966年1月26日（指） - 1966年12月3日（辞）   | 自由民主党           |
| 24                   | 坪川信三             | 1966年12月15日（指） - 1966年12月27日（散） | 自由民主党           |
| 25                   | 坪川信三             | 1967年2月15日（指） - 1968年1月27日（辞）   | 自由民主党           |
| 26                   | 伊能繁次郎           | 1968年1月27日（指） - 1968年12月27日（辞）  | 自由民主党           |
| 27                   | 久野忠治             | 1968年12月27日（指） - 1969年7月28日（辞）  | 自由民主党           |
| 28                   | 塚原俊郎             | 1969年7月28日（当） - 1969年12月2日（散）   | 自由民主党           |
| 29                   | 渡海元三郎           | 1970年1月14日（指） - 1971年7月5日（辞）    | 自由民主党           |
| 30                   | 田澤吉郎             | 1971年7月14日（指） - 1972年11月13日（散）  | 自由民主党           |
| 31                   | 海部俊樹             | 1972年12月22日（指） - 1973年12月1日（辞）  | 自由民主党           |
| 32                   | 佐々木秀世           | 1973年12月1日（指） - 1974年12月14日（辞）  | 自由民主党           |
| 33                   | 田澤吉郎             | 1974年12月14日（指） - 1976年1月23日（辞）  | 自由民主党           |
| 34                   | 田澤吉郎             | 1976年1月23日（指） - 1976年12月9日（満）   | 自由民主党           |
| 35                   | 金丸信               | 1976年12月24日（指） - 1977年11月28日（辞） | 自由民主党           |
| 36                   | 細田吉蔵             | 1977年12月7日（指） - 1979年9月7日（散）    | 自由民主党           |
| 37                   | 亀岡高夫             | 1979年10月30日（指） - 1980年5月19日（散）  | 自由民主党           |
| 38                   | 山下元利             | 1980年7月17日（指） - 1981年12月21日（辞）  | 自由民主党           |
| 39                   | 内海英男             | 1981年12月21日（指） - 1982年11月26日（辞） | 自由民主党           |
| 40                   | 山村新治郎           | 1982年11月30日（指） - 1983年11月28日（散） | 自由民主党           |
| 41                   | 小沢一郎             | 1983年12月26日（指） - 1985年12月28日（辞） | 自由民主党           |
| 42                   | 綿貫民輔             | 1986年1月27日（指） - 1986年6月2日（散）    | 自由民主党           |
| 43                   | 越智伊平             | 1986年7月22日（指） - 1987年11月6日（辞）   | 自由民主党           |
| 44                   | 三塚博               | 1987年11月10日（指） - 1988年12月27日（辞） | 自由民主党           |
| 45                   | 山口敏夫             | 1988年12月30日（指） - 1989年6月2日（辞）   | 自由民主党           |
| 46                   | 小此木彦三郎         | 1989年6月2日（指） - 1990年1月24日（散）    | 自由民主党           |
| 47                   | 山下徳夫             | 1990年2月27日（指） - 1991年1月18日（辞）   | 自由民主党           |
| 48                   | 森喜朗               | 1991年1月18日（指） - 1991年11月5日（辞）   | 自由民主党           |
| 49                   | 中西啓介             | 1991年11月5日（指） - 1993年1月22日（辞）   | 自由民主党           |
| 50                   | 与謝野馨             | 1993年1月22日（指） - 1993年6月18日（散）   | 自由民主党           |
| 51                   | 奥田敬和             | 1993年8月6日（指） - 1994年7月18日（辞）    | 新生党               |
| 52                   | 中村正三郎           | 1994年7月18日（指） - 1995年9月29日（辞）   | 自由民主党           |
| 53                   | 谷垣禎一             | 1995年9月29日（指） - 1996年9月27日（散）   | 自由民主党           |
| 54                   | 平沼赳夫             | 1996年11月7日（指） - 1997年9月29日（辞）   | 自由民主党           |
| 55                   | 亀井善之             | 1997年9月29日（指） - 1998年7月30日（辞）   | 自由民主党           |
| 56                   | 中川秀直             | 1998年7月30日（指） - 1999年10月29日（辞）  | 自由民主党           |
| 57                   | 大島理森             | 1999年10月29日（指） - 2000年6月2日（散）   | 自由民主党           |
| 58                   | 藤井孝男             | 2000年7月4日（指） - 2001年1月30日（法）    | 自由民主党           |
| 59                   | 藤井孝男             | 2001年1月31日（指） - 2002年1月21日（辞）   | 自由民主党           |
| 60                   | 鈴木宗男             | 2002年1月21日（指） - 2002年2月4日（辞）    | 自由民主党           |
| 61                   | 鳩山邦夫             | 2002年2月4日（指） - 2002年10月18日（辞）   | 自由民主党           |
| 62                   | 大野功統             | 2002年10月18日（指） - 2003年10月10日（散） | 自由民主党           |
| 63                   | 武部勤               | 2003年11月19日（指） - 2004年9月27日（辞）  | 自由民主党           |
| 64                   | 川崎二郎             | 2004年10月12日（指） - 2005年8月8日（散）   | 自由民主党           |
| 65                   | 川崎二郎             | 2005年9月21日（指） - 2005年10月31日（辞）  | 自由民主党           |
| 66                   | 佐田玄一郎           | 2005年11月1日（指） - 2006年9月26日（辞）   | 自由民主党           |
| 67                   | 逢沢一郎             | 2006年9月26日（指） - 2007年9月10日（辞）   | 自由民主党           |
| 68                   | 笹川堯               | 2007年9月10日（指） - 2008年8月11日（辞）   | 自由民主党           |
| 69                   | 小坂憲次             | 2008年9月24日（指） - 2009年7月21日（散）   | 自由民主党           |
| 70                   | 松本剛明             | 2009年9月16日（指） - 2010年10月1日（官）   | 民主党               |
| 71                   | 川端達夫             | 2010年10月1日（指） - 2011年9月2日（官）    | 民主党               |
| 72                   | 小平忠正             | 2011年9月13日（指） -2012年10月1日（官）    | 民主党               |
| 73                   | 高木義明             | 2012年10月29日（指）-2012年11月16日（散）   | 民主党               |
| 74                   | 佐田玄一郎           | 2012年12月16日（指）-2013年7月1日 （辞）    | 自由民主党           |
| 75                   | 高木毅               | 2013年8月2日（指）-2013年9月30日 （官）     | 自由民主党           |
| 76                   | 逢沢一郎             | 2013年10月15日（指）- 2014年11月21日 (散)   | 自由民主党           |
| 77                   | 林幹雄               | 2014年12月24日（指）- 2015年10月7日 (官)    | 自由民主党           |
| 78                   | 河村建夫             | 2016年1月4日（指）- 2016年9月26日 (辞)      | 自由民主党           |
| 79                   | 佐藤勉               | 2016年9月26日（指）- 2017年9月28日 (散)     | 自由民主党           |
| 80                   | 古屋圭司             | 2017年11月1日（指）- 2018年10月4日（辞）    | 自由民主党           |
| 81                   | 高市早苗             | 2018年10月24日（指）- 2019年9月11日（官）   | 自由民主党           |
| 82                   | 高木毅               | 2019年10月4日（指）- 2021年10月14日（散）   | 自由民主党           |
| 83                   | 山口俊一             | 2021年11月10日（指）- 2024年10月9日（散）   | 自由民主党           |
| 84                   | 浜田靖一             | 2024年11月11日（指）- 現職                  | 自由民主党           |

| 参議院議院運営委員長 | 参議院議院運営委員長 | 参議院議院運営委員長                        | 参議院議院運営委員長 |
| -------------------- | -------------------- | ------------------------------------------- | -------------------- |
| 1                    | 木内四郎             | 1947年6月3日（指） - 1948年10月10日（法）   | 民主党               |
| 2                    | 下條康麿             | 1948年10月12日（指） - 1948年10月19日（官） | 緑風会               |
| 3                    | 村上義一             | 1948年10月23日（指） - 1949年5月11日（辞）  | 緑風会               |
| 4                    | 梅原眞隆             | 1949年5月11日（指） - 1949年10月24日（辞）  | 緑風会               |
| 5                    | 高田寛               | 1949年10月25日（指） - 1950年2月13日（辞）  | 緑風会               |
| 6                    | 竹下豊次             | 1950年2月13日（指） - 1950年7月12日（辞）   | 緑風会               |
| 7                    | 左藤義詮             | 1950年7月12日（指） - 1950年11月29日（辞）  | 自由党               |
| 8                    | 山田佐一             | 1950年11月29日（指） - 1951年11月30日（辞） | 自由党               |
| 9                    | 川村松助             | 1951年11月30日（指） - 1952年6月25日（辞）  | 自由党               |
| 10                   | 寺尾豊               | 1952年6月25日（指） - 1953年5月2日（満）    | 自由党               |
| 11                   | 草葉隆圓             | 1953年5月21日（指） - 1954年1月9日（官）    | 自由党               |
| 12                   | 寺尾豊               | 1954年1月25日（指） - 1955年3月17日（法）   | 自由党               |
| 13                   | 郡祐一               | 1955年3月23日（指） - 1955年12月2日（辞）   | 自由民主党           |
| 14                   | 石原幹市郎           | 1955年12月2日（指） - 1956年11月13日（辞）  | 自由民主党           |
| 15                   | 石原幹市郎           | 1956年11月13日（指） - 1957年11月1日（辞）  | 自由民主党           |
| 16                   | 安井謙               | 1957年11月1日（指） - 1959年1月28日（辞）   | 自由民主党           |
| 17                   | 高橋進太郎           | 1959年1月28日（指） - 1959年7月3日（辞）    | 自由民主党           |
| 18                   | 高橋進太郎           | 1959年7月3日（指） - 1960年7月19日（辞）    | 自由民主党           |
| 19                   | 齋藤昇               | 1960年7月22日（指） - 1961年7月18日（辞）   | 自由民主党           |
| 20                   | 宮澤喜一             | 1961年10月4日（指） - 1962年7月18日（辞）   | 自由民主党           |
| 21                   | 小澤久太郎           | 1962年8月10日（指） - 1963年1月8日（辞）    | 自由民主党           |
| 22                   | 田中茂穂             | 1963年1月21日（指） - 1965年7月30日（辞）   | 自由民主党           |
| 23                   | 田中茂穂             | 1965年7月30日（指） - 1966年8月1日（辞）    | 自由民主党           |
| 24                   | 鍋島直紹             | 1966年12月15日（指） - 1967年11月25日（辞） | 自由民主党           |
| 25                   | 徳永正利             | 1967年12月4日（指） - 1968年8月3日（辞）    | 自由民主党           |
| 26                   | 徳永正利             | 1968年8月3日（指） - 1971年1月27日（辞）    | 自由民主党           |
| 27                   | 鍋島直紹             | 1971年1月27日（指） - 1971年7月3日（満）    | 自由民主党           |
| 28                   | 鍋島直紹             | 1971年7月20日（指） - 1972年7月12日（辞）   | 自由民主党           |
| 29                   | 栗原祐幸             | 1972年7月12日（指） - 1972年11月13日（議）  | 自由民主党           |
| 30                   | 植木光教             | 1972年11月13日（指） - 1974年7月27日（辞）  | 自由民主党           |
| 31                   | 植木光教             | 1974年7月27日（指） - 1974年12月9日（官）   | 自由民主党           |
| 32                   | 鍋島直紹             | 1974年12月14日（指） - 1977年7月6日（満）   | 自由民主党           |
| 33                   | 木村睦男             | 1977年7月30日（指） - 1979年11月16日（辞）  | 自由民主党           |
| 34                   | 中山太郎             | 1979年11月16日（指） - 1980年7月7日（満）   | 自由民主党           |
| 35                   | 檜垣徳太郎           | 1980年7月17日（指） - 1981年11月27日（官）  | 自由民主党           |
| 36                   | 斎藤十朗             | 1982年12月1日（指） - 1987年7月18日（辞）   | 自由民主党           |
| 37                   | 遠藤要               | 1983年7月18日（指） - 1986年7月7日（満）    | 自由民主党           |
| 38                   | 嶋崎均               | 1986年7月22日（指） - 1989年7月9日（満）    | 自由民主党           |
| 39                   | 下条進一郎           | 1989年8月7日（指） - 1990年12月29日（官）   | 自由民主党           |
| 40                   | 伊江朝雄             | 1991年1月18日（指） - 1991年11月5日（官）   | 自由民主党           |
| 41                   | 井上孝               | 1991年11月8日（指） - 1992年7月7日（満）    | 自由民主党           |
| 42                   | 井上孝               | 1992年8月7日（指） - 1992年12月11日（辞）   | 自由民主党           |
| 43                   | 高木正明             | 1993年1月22日（指） - 1993年3月12日（辞）   | 自由民主党           |
| 44                   | 前田勲男             | 1993年3月12日（指） - 1993年8月23日（辞）   | 自由民主党           |
| 45                   | 大森昭               | 1993年8月23日（指） - 1994年9月30日（辞）   | 日本社会党           |
| 46                   | 小川仁一             | 1994年9月30日（指） - 1995年7月22日（満）   | 日本社会党           |
| 47                   | 志苫裕               | 1995年8月4日（指） - 1996年1月22日（辞）    | 日本社会党           |
| 48                   | 下稲葉耕吉           | 1996年1月22日（指） - 1997年6月18日（辞）   | 自由民主党           |
| 49                   | 中曽根弘文           | 1997年6月18日（指） - 1998年1月12日（辞）   | 自由民主党           |
| 50                   | 岡野裕               | 1998年1月12日（指） - 1998年8月7日（辞）    | 自由民主党           |
| 51                   | 岡野裕               | 1998年8月7日（指） - 1999年8月13日（辞）    | 自由民主党           |
| 52                   | 西田吉宏             | 1999年8月13日（指） - 2001年1月30日（法）   | 自由民主党           |
| 53                   | 山崎正昭             | 2001年1月31日（指） - 2001年8月7日（辞）    | 自由民主党           |
| 54                   | 山崎正昭             | 2001年8月7日（指） - 2002年12月13日（辞）   | 自由民主党           |
| 55                   | 宮崎秀樹             | 2002年12月13日（指） - 2004年7月25日（満）  | 自由民主党           |
| 56                   | 溝手顕正             | 2004年7月30日（指） - 2006年9月26日（官）   | 自由民主党           |
| 57                   | 市川一朗             | 2006年9月28日（指） - 2007年8月7日（辞）    | 自由民主党           |
| 58                   | 西岡武夫             | 2007年8月7日（指） - 2010年7月30日（辞）    | 民主党               |
| 59                   | 鈴木政二             | 2010年7月30日（指） - 2011年10月21日（辞）  | 自由民主党           |
| 60                   | 鶴保庸介             | 2011年10月21日（指） - 2012年10月29日（辞） | 自由民主党           |
| 61                   | 岩城光英             | 2012年10月29日（指）- 2014年9月29日 （辞）  | 自由民主党           |
| 62                   | 中川雅治             | 2014年9月29日（指）- 2016年1月4日 （辞）    | 自由民主党           |
| 63                   | 松山政司             | 2016年1月4日（指）- 2016年9月1日（辞）      | 自由民主党           |
| 64                   | 山本順三             | 2016年9月26日（指）-2018年10月2日（官）     | 自由民主党           |
| 65                   | 末松信介             | 2018年10月24日（指）- 2019年7月21日         | 自由民主党           |
| 66                   | 松村祥史             | 2019年10月4日（指）- 2020年10月26日（辞）   | 自由民主党           |
| 67                   | 水落敏栄             | 2020年10月26日（指） - 2021年12月6日（辞）  | 自由民主党           |
| 68                   | 福岡資麿             | 2021年12月6日（指） - 2022年10月2日（辞）   | 自由民主党           |
| 69                   | 石井準一             | 2022年10月2日（指） - 2024年1月26日（辞）   | 自由民主党           |
| 70                   | 浅尾慶一郎           | 2024年1月26日（指） - 2024年10月1日（辞）   | 自由民主党           |
| 71                   | 牧野京夫             | 2024年10月1日（指） - 現職                  | 自由民主党           |